# موزیدورا: حمام کننده 'مضطرب در برابر باد مشکوک'
'موزیدورا: حمام کننده 'مضطرب در برابر باد مشکوک' (به انگلیسی: Musidora: The Bather 'At the Doubtful Breeze Alarmed)، همچنین به عنوان حمام کننده (به انگلیسی: The Bather) شناخته می شود، نامی است که به چهار نقاشی رنگ روغن تقریباً یکسان روی بوم توسط هنرمند انگلیسی ویلیام اتی داده شده است. این نقاشی‌ها صحنه‌ای از شعر تابستان سال ۱۷۲۷ جیمز تامسون را به تصویر می‌کشند که در آن مرد جوانی به‌طور تصادفی زن جوانی را می‌بیند که برهنه استحمام می‌کند و بینِ میل به نگاه کردن و دانسته‌اش مبنی بر اینکه باید روی خود را از او برگرداند، سرگردان است. این صحنه در میان هنرمندان انگلیسی محبوبیت داشت زیرا یکی از معدود بهانه های مشروع برای نقاشی برهنه در زمانی بود که نمایش و توزیع تصاویر برهنه سرکوب شده بود.